# Budgumpi, Yelbarga
Budgumpi là một làng thuộc tehsil Yelbarga, huyện Koppal, bang Karnataka, Ấn Độ.